# Ajan Sjakhmalijeva
Ajan Sjakhmalijeva (russisk: Аян Гасановна Шахмалиева) (født 12 november 1932 i Baku i Sovjetunionen, død 27. april 1999 i Sankt Petersborg i Sovjetunionen) var en sovjetisk filminstruktør.

## Filmografi
- Sofja Kovalevskaja (film) (Софья Ковалевская, 1985)[1][2]
- Eto bylo u morja (Это было у моря, 1989)